# 棘間筋
棘間筋（きょっかんきん、英語: interspinales muscles）は、短背筋のうち、後頸の最深層に位置する筋肉である。頭棘間筋と胸棘間筋、頸棘間筋の3部に分けられる。頸椎および胸椎、腰椎の棘突起を起始とし、内側上方に向かって走り、椎骨に付着する。